# Blake Foster
Blake Anthony Foster (Northridge, 29 maggio 1985) è un attore statunitense.

## Biografia
Foster è nato a Northridge in California, ed è figlio di Patricia e John Foster ed ha una sorella minore che si chiama Callie.
Iniziò all'età di 4 anni lo studio del Tang Soo Do (karate statunitense) sotto la guida del maestro Tom Bloom e ricevette la cintura nera il 15 dicembre 1996. Attualmente è cintura nera 2° dan nella disciplina del American Tang Soo Do.
Ha interpretato il ruolo di blue ranger col nome di Justin Stewart nella serie Power Rangers Turbo. L'attore è apparso anche in un episodio della serie successiva Power Rangers in Space, anche se non fa più il Power Ranger.

## Filmografia

### Film
- Il cavaliere della strada (Street Knight) (1993) (uncredited)
- Al di sopra di ogni sospetto (Above Suspicion) (1995) .... Damon Cain
- Turbo Power Rangers - Il film (1997) .... Justin Stewart/Blue Turbo Ranger
- Casper e Wendy - Una magica amicizia (1998) (TV) .... Josh Jackman
- Rusty, cane coraggioso (Rusty cane coraggioso) (Rusty - Cane Coraggioso) (Rusty: A Dog's Tale) (1998) .... Jory
- Kids World (2000) .... Ryan Mitchell
- The Brady Bunch in the White House (2002) (TV) .... Peter Brady
- What's Stevie Thinking? (2007) (TV) .... Mark Lanalampi

### TV
- Beverly Hills 90210
  - "Tutta colpa dell'età" ("Midlife... Now What?") (1993) .... Kevin
- Album di famiglia (Family Album) (1994) (TV) .... Young Lionel
- Crescere, che fatica! (Boy Meets World)
  - "?" ("The Pink Flamingo Kid") (1996) .... Danny
- Power Rangers: Turbo (1997) TV Series 45 episodi .... Justin Stewart/Blue Turbo Ranger
- Power Rangers: In Space
  - "True Blue to the Rescue" (1998) .... Justin Stewart/Blue Turbo Ranger
- Walker Texas Ranger (Walker, Texas Ranger)
  - "Ladro di bambini" ("The Children of Halloween") (1998) .... Joey Williams
- Due gemelle e una tata (Two of a Kind)
  - "Carrie Trasloca" ("Carrie Moves In") (1999) .... Carter
- Skater Boys
  - "Sex and Candy" (2006) .... Mike
  - "Sundown" (2006) .... Mike
- Drifter TKD (2008) .... Jesse Tyler